# Nîkîforivți, Nemîriv
Nîkîforivți (în ucraineană Никифорівці) este localitatea de reședință a comunei Nîkîforivți din raionul Nemîriv, regiunea Vinnița, Ucraina.

## Demografie
Componența lingvistică a localității Nîkîforivți
     Ucraineană (94,7%)
     Rusă (5,12%)
Conform recensământului din 2001, majoritatea populației localității Nîkîforivți era vorbitoare de ucraineană (94,7%), existând în minoritate și vorbitori de rusă (5,12%).